# Fibiș
Fibiș é uma comuna romena localizada no distrito de Timiș, na região histórica do Banato (parte da Transilvânia). A comuna possui uma área de 52.22 km² e sua população era de 1562 habitantes segundo o censo de 2007.